# Хенкок (Мериленд)
Хенкок (енгл. Hancock) град је у америчкој савезној држави Мериленд.

## Демографија
По попису из 2010. године број становника је 1.545, што је 180 (-10,4%) становника мање него 2000. године.
| Група             | 2000.         | 2010.         |
| Белци             | 1.690 (98,0%) | 1.503 (97,3%) |
| Афроамериканци    | 6 (0,3%)      | 6 (0,4%)      |
| Азијати           | 1 (0,1%)      | 6 (0,4%)      |
| Хиспаноамериканци | 8 (0,5%)      | 7 (0,5%)      |
| Укупно            | 1.725         | 1.545         |